# هاگالا
هاگالا (به لاتین: Hakgala) یک کوه در سری‌لانکا است که در ناحیه نووارا الییا واقع شده‌است.